# Dveře

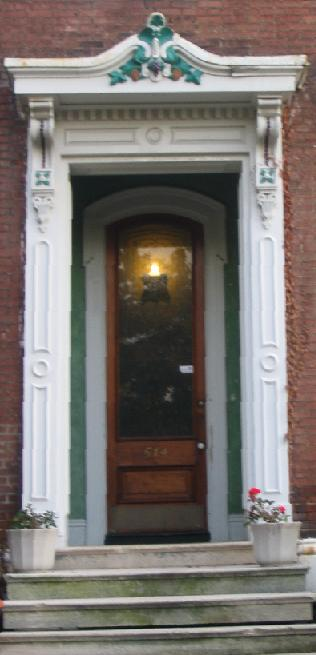
Dekorované vstupní dveře do domu

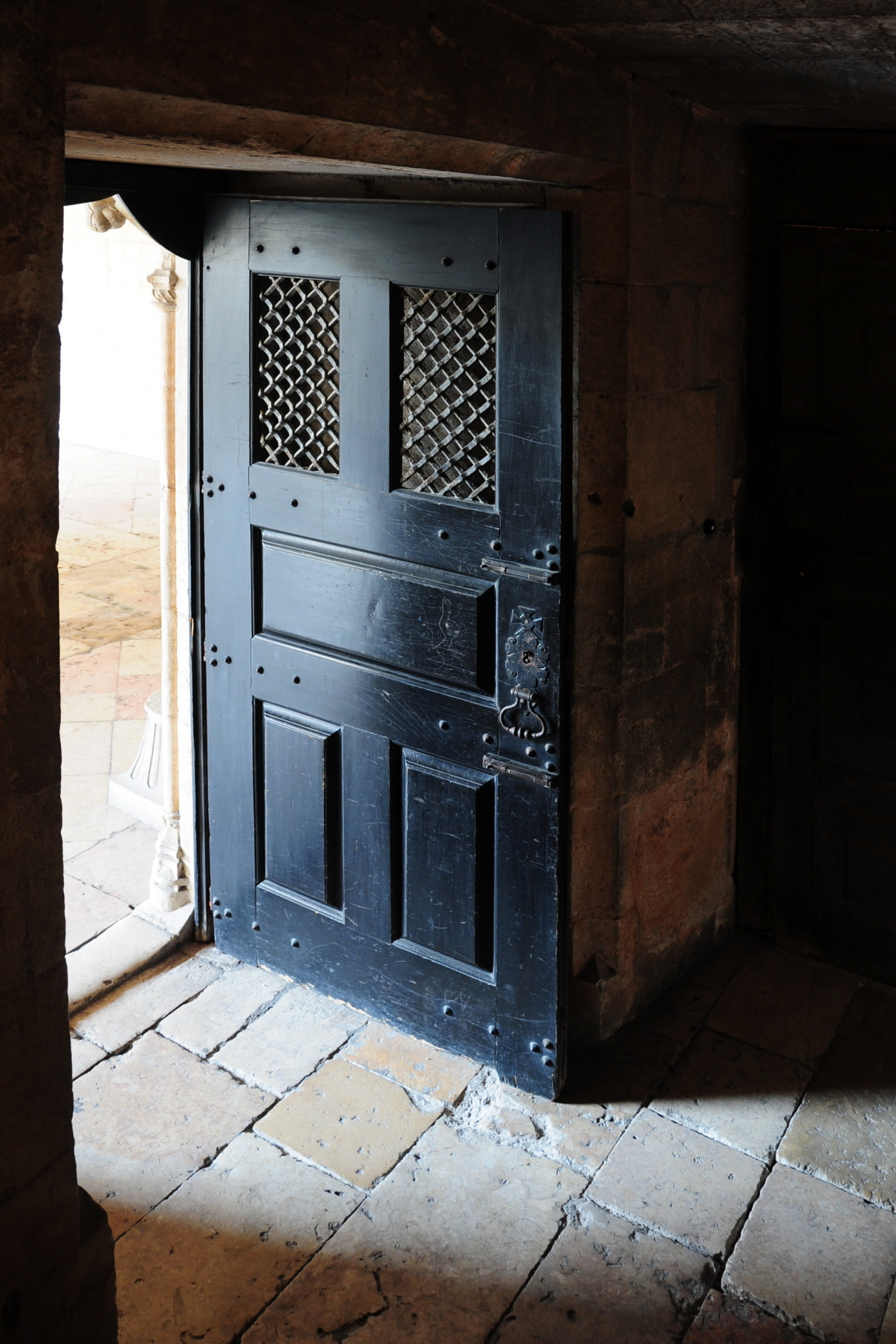
Dveře v klášteře
Mosteiro dos Jerónimos
s mřížovanými průhledy

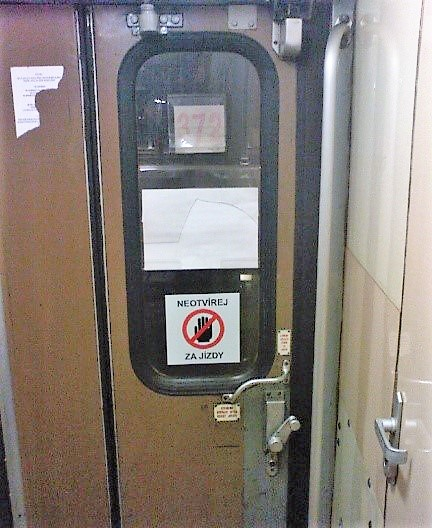
Dveře pro cestující v železničním voze

Dveře umožňují průchod mezi místnostmi nebo z vnitřních prostor do vnějších. Jsou-li uzavřeny, oddělují prostory, zvyšují jejich bezpečnost a tepelnou izolaci, snižují hlučnost a prašnost. Jsou pevnou součástí domů a jinak funkčních staveb, kabin atd. Skládají se z kování, k uzavírání a uzamknutí slouží zámky. Ve stavbách jsou s kováním usazeny na zárubni, která je osazena ve stavebním otvoru před, nebo po omítání stěny. U nábytku se dveře nazývají dvířka.
Velké dveře, umožňující obvykle také průjezd vozidel, se nazývají vrata.

## Typy dveří
Dveře se dělí dle způsobu zavírání, počtu křídel, konstrukce, prosklení apod.
- Otevíravé (otočné) dveře, se otevírají jen jedním směrem, jsou pravé nebo levé (poznáte to, když se podíváte, na které straně jdou vidět závěsy). Tento typ dveří řadíme mezi klasické, které jsou nejčastější variantou našich domácností. Mohou být vyrobeny z různých materiálů a liší se od sebe i jejich cenou vs. kvalitou. Otevíravé dveře jsou určeny pro exteriér i interiér. Kování na nich umístěné rozhoduje, zda se mohou zamykat či nikoliv. Protože se jedná o nejběžnější typ dveří, mají na výběr širokou škálu příslušenství (kliky, koule, panty, závěsy).
- Kývavé dveře, které se otevírají na obě strany, jsou nazývány i jako lítačky. Osa otáčení je na boku dveří, osazují se i jako jednokřídlové nebo dvoukřídlé v místech s vysokým pohybem osob. Závěs na těchto dveřích je z ocelové pružiny, jež se při otevírání natahují. To způsobuje, že se opět dveře samy zavřou. Z bezpečnostních důvodů bývají často kývavé dveře zaskleny, aby byly průhledné.
- Posuvné Jsou zavěšeny na speciálním ložiskovém pojezdu a zasouvají se buď do vytvořené falešné stěny (pouzdra), nebo vedle stěny (vyžadují dostatek prostoru a kování je nákladné). Oba typy dveří však dokážou ušetřit mnoho místa, ale mají také své slabé stránky.[1] Jejich výplň může být dřevěná, ale i skleněná, jež dokáže propustit denní světlo a opticky zvětšit prostor. Do bytů a domů, kde žijí malé děti, představují i mnohem bezpečnější variantu dveří. Často se také používají na propojení místností třeba obýváku a jídelny. Oblíbené jsou rovněž u šatních skříní vyráběných na míru.
- Skládací dveře, které jsou zavěšené v horní liště a skládají se vedle sebe. Slouží k optickému rozdělení místností na dvě části (jsou vyrobeny z překližky nebo také z plastů). Máte-li větší stavební otvor a rádi byste jej uzavřeli jinak než pořízením klasických dveří, pořiďte si dveře skládací. Dodají interiéru na originalitě a nezabírají žádný prostor. Tak účelně splní svou funkci. Vybírat lze mezi skládací a harmonikovou variantou. Harmoniková ve složeném stavu zasahuje do obou stran oddělených místností a skládací se shrne pouze na jednu stranu stavebního otvoru.
- Shrnovací dveře nemusí být využity pouze v zárubních, pro přechod mezi dvěma místnostmi. Tento typ dveří také najde využití i v jiných odvětvích. Je možné je využít u vestavěných skříní a šaten. Nejen, že jsou praktické, ale moderní. Na rozdíl od klasických dveří se samy od sebe nezavřou a nehrozí, že s nimi bouchne průvan. K dispozici jsou v různých designech, takže je lze přizpůsobit do každého interiéru. Jejich montáž je snadná stejně, jako jejich údržba. Snad vás i potěší, že jsou velmi odolné a disponují potřebnou zvukovou izolací.
- Turniketové chcete-li jinak zvané karuselové dveře, jsou tvořeny z více dveřních křídel uspořádaných do hvězdice nebo kříže. Osa otáčení je umístěna ve středu. Pro zvětšení průchozí šířky se dveřní křídla dají složit. V běžných domácnostech je neuvidíte. Naleznete je u frekventovaných vstupů do hotelů, bank, obchodních domů, nemocnic, zábavních center, letišť, administrativních budov. Objekt je trvale uzavřen a umožňuje pohodlný, snadno průchozí přístup většímu počtu návštěvníků.
- Bezfalcové dveře (neboli bezpolodrážkové dveře) jsou designovým prvkem v interiéru, kdy je křídlo kompletně vsazeno do obložkové zárubně se skrytými a pohledově neviditelnými závěsy (panty). Splývají hezky se stěnou a nevyčnívají nijak z prostoru. Patří však k těm nákladnějším variantám. U těchto dveří je velmi důležité správné usazení křídla v zárubni tak, aby vzniklá spára byla souměrná na všech stranách. Zajišťují to skryté závěsy, jež umožňují seřízení dveří ve 3D prostoru. Dveře můžete vybírat dýhované, lakované, fóliové či laminované.
- Celoskleněné dveře - nejedná se o prosklení, nýbrž o dveře, které jsou z jednoho kusu skla. V dnešní době se hojně užívají díky svým výhodám[2] i do tmavých prostor a jako designový doplněk interiéru. Toužíte-li dodat interiéru luxusní vzhled, eleganci, světlo a pocit otevřeného prostoru, jsou celoskleněné dveře ideální volbou. Bezpečnostní sklo zajistí, že nehrozí jejich rozbití a tudíž odpadají i rizika s tímto spojené. Zvolit můžete klasické otevírací nebo posuvné. Patří snad k největším trendům současné doby, protože umožňují velký výběr dekoru. Ten se dá sjednotit se zbytkem interiéru a bytovými textiliemi.
- Palubkové dveře jsou dveře z palubek 92x12 mm, palubky z obou stran, vevnitř zatepleno polystyrenem. Vodorovné čepování navrchu i vespod dveří. Tloušťka dveří 45 mm. Lze je použít jako vstupní dveře, dveře do garáže, kůlny či sklepa. Zárubně mohou být ocelové i dřevěné. Palubkové dveře jsou vhodné především pro chaty a chalupy. Nejčastěji jsou vyráběny ze smrkového dřeva a mnohdy prodávány bez úprav. Ovšem nehodí se pouze pro exteriér, mnohdy krásně doplní interiér vybaven masívem.
- Svlakové dveře mají křídlo ze svislých desek či fošen, sepnutých vodorovnými svlaky.[3]

## Renovace dveří
Renovace dveří se provádí buďto odstraněním starého laku (opálením, obroušením nebo chemickou cestou) a následným nalakováním nebo potažením dveří plastovou fólií.